# Without Hope
Without Hope è un film muto del 1914 diretto da Fred Mace.

## Trama
La cameriera Hope Frenchman viene adottata dalle sorelle Alstyne che la portano con loro in una località di villeggiatura. Nello stesso luogo si ritrovano Wetherill, inventore di una polvere da sparo che non fa rumore, sua figlia Irene, il nipote delle Alstyne, uno scrittore innamorato di Irene che, alla ricerca di soggetti per i suoi romanzi, ha trovato lavoro come cameriere nell'albergo del luogo e due spie, La Belle e un falso conte, che vogliono impadronirsi della formula di Wetherill. Hope, però, smaschera questi ultimi due avendo conosciuto il "conte" nel ristorante dove faceva la cameriera e sventa la loro trama.

## Produzione
Il film fu prodotto dalla Flamingo Film Company.

## Distribuzione
Distribuito dalla Arthur H. Sawyer Company, il film uscì nelle sale cinematografiche USA il 20 dicembre 1914.